# 那嵩
那嵩（？—1659年），明朝末年清朝初年云南元江人，字维岳，一字岳生，元江府土知府，傣族。
一说那嵩原为元江土司族属，世守他郎寨，土司绝嗣，那嵩杀其族长老木龙遂为土知府；一说是“世袭土府”。那嵩自幼勤奋好学，读书不倦，筑楼藏书数万卷。为政遵守法纪，忠于职守，为人纯笃，富于义气。曾遣弟那仑攻普洱、思茅，据其他，势南及车里（西双版纳）。永曆十年（1656年）原张献忠部将李定国奉永历帝入云南，那嵩入见，竭诚拥戴，供奉甚厚。那嵩被永历帝任为巡抚，授总督衔，子那焘袭任知府。永历十一年（1657年），那嵩响应李定国，以元江为基地，起兵反清。永历十三年（1659年），清军攻云南，永历帝去缅甸，清兵追袭李定国军，那嵩联络其他各地土司及降清明将，起兵元江抗清，进克石屏州、蒙自等县，企图配合李定国收复昆明。但是未能互相策应，为清兵所败，吴三桂围元江，迎战固守。十一月，城破，全家登北门城楼，聚火自焚。